# Crossville (Tennessee)
Crossville è una città degli Stati Uniti d'America, situata nello Stato del Tennessee, nella contea di Cumberland, della quale è il capoluogo.

## Curiosità
La città è stata sede della USCF, la federazione scacchistica nazionale di scacchi (United States Chess Federation).